# Teppo Hauta-aho
Teppo Hauta-aho (ur. 27 maja 1941 w Janakkala, zm. 26 listopada 2021 w Helsinkach) – fiński kontrabasista i kompozytor. Mieszkał w Helsinkach.
Jeden z jego najsłynniejszych utworów – „Kadenza”, jest grany na wielu turniejach i festiwalach muzycznych na całym świecie. 
W swoich utworach stosował niestandardowe techniki.